# チェリン
チェリン（CHERRIN）は山形県寒河江市のイメージキャラクター。2011年（平成23年）選定された。

## 選定までの流れ
2011年（平成23年）3月21日から4月30日まで募集し、866件の応募から以下の方法で選定された。
- 1次審査：2011年（平成23年）5月11日から5月17日

寒河江市観光キャンペーン推進協議会幹事、ミスさくらんぼによる選定。
- 2次審査：2011年（平成23年）5月23日から6月5日

市内小学生による人気投票。市民による人気投票。投票総数3,682票。
- 最終決定：2011年（平成23年）6月9日

2次審査で883票を獲得したチェリンがイメージキャラクターに決定した。デザイナーは塩崎まさよ。なお次点は711票でさくらん坊。
- 表彰およびお披露目：2011年（平成23年）6月19日

## 設定
さくらんぼの妖精であり、頭にさくらんぼを付け胴体部につつじが描かれ、首にそばのマフラーをしている。誕生日はさくらんぼの日（6月第3日曜日）で、食べることと寝ることが好きである。

## ゆるキャラグランプリ
- 2012

9,493ポイントで865キャラ中総合111位、県内2位。
- 2013

19,903ポイントで1,579キャラ中総合130位、ご当地125位、県内1位を獲得した。

## チェリンズコレクション
2013年6月30日『ゆめタネ＠さがえ』にて寒河江にちなんだ物を身に着けた、ご当地及び企業マスコットキャラクターによるファッションショーが行われた。山形県内各地および東北のマスコットキャラクターが参加した。
参加キャラクター：ペロリン（山形県）、じゅっきーくん（蔵王温泉）、桃色ウサヒ（朝日町）、はながたベニちゃん（山形市）、芋煮マン・里味ちゃん（日本一の芋煮会フェスティバル）、ラフちゃん・ランスくん（JAてんどう）、バーニック・ナガイ（長井市）、かねたん・おせんちゃん（米沢市）、アスパーくん・パラミちゃん（最上町）、でんちゃん（でん六）、ディーオ（モンテディオ山形）、クラッチ・クラッチーナ（東北楽天ゴールデンイーグルス）、八重たん（新島八重）、あたまがふくしまちゃん（福島県）、たかたのゆめちゃん（陸前高田市）、がくとくん（郡山市）など。
2014年6月29日「チェリンと遊ぼう！2014」が最上川ふるさと総合公園で開催された。

## 来歴

### 年表
- 2011年
  - 6月19日 寒河江市のイメージキャラクターとしてお披露目。
  - 9月14日 寒河江まつりのうまい大鍋フェスティバルに着ぐるみが初お目見え。
  - 9月27日 豊国草履に使用する稲の刈り取りを手伝う。
  - 11月20日 姉妹都市神奈川県寒川町産業まつりに参加。
- 2012年
  - 2月18日 東北ふるさとCMフェスティバルに参加した様子が放映される。
  - 5月22日 仙台市の日本製紙クリネックススタジアムにて行われた、『寒河江さくらんぼナイター』楽天イーグルス対中日ドラゴンズに参加。
  - 6月15日 チェリングッズ販売開始。
  - 6月16日 1歳の誕生日を祝う『はっぴぃバースデーチェリン』が開催され県内のゆるキャラが参加した。
  - 8月5日～7日 第50回山形花笠まつりに参加。
  - 8月26日 『モンテディオ山形 寒河江応援デー』に参加。
  - 9月27日 『ゆるキャラグランプリ2012』に参加。
  - 10月21日 『さがえ秋のうまいもの市』に参加。
- 2013年
  - 1月22日 観光いちご園開園式でテープカット。
  - 2月 大和急便の『チェリンの宅配伝票』が登場。
  - 4月14日 ミスさくらんぼコンテスト2013に参加。
  - 6月16日 『はっぴぃバースデー チェリン』で誕生日を祝う。
  - 6月30日 『チェリンズコレクション』開催。
  - 9月7日～8日 左沢線において行われた、『SL「山形日和。」号運行！』に参加。
  - 9月10日 観光ぶどう園開園式に登場。
  - 11月25日 『ゆるキャラグランプリ2013』に参加。
  - 12月25日 暮市(ツメの市)に参加。
- 2014年
  - 1月24日 観光イチゴ園の開園式でテープカット。
  - 1月26日 チェリーランド冬まつり　寒鱈まつりに参加。
  - 2月1日 蔵王樹氷まつりに参加。
  - 2月20日 寒河江市市民浴場入場者数1,000万人達成式典に参加。
  - 2月23日～24日 山形樹氷国体に参加。
  - 2月25日『山形デステネーションキャンペーン　山形日和。』のおもてなしプランを登録。
  - 2月28日 TUYの夕方ニュース「Nスタやまがた」内「三浦友加のまんまけ～」に出演。
  - 3月6日 TUY Nスタやまがた内でミスさくらんぼの告知。
  - 3月7日 YTSゴジダス内で『ツール・ド・さくらんぼ2014』の告知。
  - 3月21日　「チェリンのいちごまつり☆」を開催。
  - 3月30日　山形空港にて山形-名古屋便就航イベントに参加。
  - 4月13日 ミスさくらんぼコンテスト2014に参加。
  - 4月16日 東京ソラマチでさくらんぼＰＲ。
  - 4月17日 おいしい山形プラザでさくらんぼＰＲ。
  - 4月18日　YBCピヨ卵ワイドに出演。
  - 4月25日　YBCピヨ卵ワイドに出演。さがえ桜まつりのＰＲ。
  - 5月6日 グリバーさがえ子供まつりに参加。
  - 5月9日 なんばグランド花月に出演。
  - 5月10日 海遊館での種ぷーに出演。
  - 5月10日 大阪ディアモールでの種ぷーに出演。
  - 5月14日 仙台おおまち商店街『寒河江特産品フェア』に出演。
  - 5月18日 岩手小岩井牧場での種ぷーに出演。
  - 5月18日 YBCやまがたサンデー５に出演
  - 5月24日 八景島シーパラダイスでの種ぷーに出演。
  - 5月31日 東京スカイツリーでの種ぷーに出演。
  - 6月5日 TUYで種ぷーの告知に出演。
  - 6月10日 YBCピヨ卵ワイドで種ぷー本大会とさがえチェリンプラリーの告知。
  - 6月11日 さくらんぼナイター楽天koboスタジアムに出演。
  - 6月15日 全国さくらんぼの種吹き飛ばし大会（種ぷー本大会）に出演。
  - 6月21日 日本一さくらんぼまつり（山形市）に出演。
  - 6月22日 さくらんぼウォークに出演。
  - 6月26日 TUY「Nスタやまがた」内で告知。
  - 6月28日 さくらんぼ風っこ号左沢線号出迎え。
  - 6月29日 『さがえチェリンプラリー』開催。